# Odontolabis brookeana
Odontolabis brookeana es una especie de coleóptero de la familia Lucanidae.

## Distribución geográfica
Habita en Borneo, Sumatra (Indonesia).